# Єнина
Є́нина (болг. Енина) — село в Старозагорській області Болгарії. Входить до складу общини Казанлик.

## Населення
За даними перепису населення 2011 року у селі проживали 2477 осіб.
Національний склад населення села:
| Національність   | Кількість осіб | Відсоток |
| ---------------- | -------------- | -------- |
| болгари          | 2244           | 94,5%    |
| цигани           | 52             | 2,2%     |
| турки            | 8              | 0,3%     |
| інша             | 59             | 2,5%     |
| не визначились   | 11             | 0,5%     |
| Всього відповіли | 2374           |          |

Розподіл населення за віком у 2011 році:
Динаміка населення: